# 小さな池の大きな魚効果
小さな池の大きな魚効果（ちいさないけのおおきなさかなこうか、英: Big-fish–little-pond effect）とは、参照フレームモデルであり、1984年にハーバート・W・マーシュとジョン・W・パーカーによって提唱されたモデルである。このモデルによると、個人は自分自身の自己概念を同じクラスの人や同僚と比較し、同等の能力を持つ個人は、より能力の低いグループに所属する場合、より能力の高いグループに所属する場合よりも高い自己概念を持つこととなる。例えば、学業における自己概念にとって、小さな池で大きな魚（通常の参照グループの優秀な学生）である方が、大きな池で大きな魚（優秀な参照グループの優秀な学生）であるよりも良いことである。高成績で才能のある学生も、才能の低い学生と同様にこの効果に影響を受けやすく、この効果は参照グループの達成度のみ依存していることを示している。マルコム・グラッドウェルは、2013年の著書『逆転!』において小さな池の大きな魚効果を広めた。
高い学業自己概念（ASC）は、将来のパフォーマンスや達成を予測することが示されている。マーシュとオマラ（2008）は、10年生の学生の学業自己概念が高校卒業後5年間の教育達成を予測する上で、学校の成績、標準化テストのスコア、知能、社会経済状況よりも優れていることを示した。リエム、マーシュ、マーティン、マッケイナーリー、イェン（2004）は、前向きな学業自己概念が10年後のより良い教育成果と関連していることを示し、高い学業自己概念が長期にわたる影響を持つことの証拠となった。高い学業自己概念はまた、教育環境における意思決定とも関連している。これは、高校でのコース選択、大学での専攻選択、卒業後のキャリアパスの予測因子である。言い換えれば、高い学業自己概念は教育成果とキャリア志望の両方において重要な役割を果たす。そのため、自己認識がどのように発展し、変化するかという問題は、教育システムに重大な影響を及ぼす本当に重要な研究課題である。

## 理論
小さな池の大きな魚効果によれば、学業自己概念（ASC）にとって、相対的に低い成績の参照グループ内で高成績者である方が、高成績の参照グループ内で高成績者であるよりも良いことである。小さな池の大きな魚効果は、同化と対比効果という二つの相反する社会的比較効果によって生じると考えられている。同化効果とは、個人の自己概念が比較対象に引き寄せられ、自己概念と比較グループとの間に正の関係を生じさせることである。対比効果とは、個人の自己概念が比較対象から押し離され、自己概念と比較グループとの間に負の関係を生じさせることである。シュワルツとブレス（1992）の判断の包含/排除モデルによれば、同化効果は比較対象が自己の心的表象に含まれる、または自己と類似していると見なされる場合に発生する。逆に、対比効果は比較対象が自己の心的表象から除外される、または自己とは異なると見なされる場合に発生する。学業自己概念はグループの達成度と負の関係を持つ傾向があるため、対比プロセスが同化プロセスよりも強いと仮定されている。

## クラス平均達成度と友人平均達成度
学業自己概念（ASC）を形成する際、教室内の友人の達成度とクラス全体の達成度のどちらがより大きな影響を与えるかという問題が生じる。一つの仮説は、友人の平均達成度がより大きな影響を持つというものである。これは友人優位仮説として知られており、ローカル・ドミナンス効果モデルと一致している。ローカル・ドミナンス効果モデルは、複数の比較源が利用可能な場合、人々は最も近い比較源に依存する傾向があると主張している。友人はクラスメートよりもより近い比較源と見なされるため、これはASCに対する友人の方がクラスメートよりも大きな影響を持つべきであることを示している。
別の仮説は、クラス平均の達成度が友人平均の達成度よりもASCに対してより大きな影響を持つというものである。この仮説を支持する研究がいくつか存在する。最初の研究では、個人がグループの一員である場合や感情的な結びつきに焦点を当てている場合、比較対象に対してより強い同化効果を示したことが示された。フゲットら（2009）は、友人がクラスメートよりも対比効果を小さく誘発する可能性があると同時に、クラスメートよりも大きな同化効果を誘発することを支持した。
クラス平均の達成度がより大きな影響を持つという仮説は、最も多く支持を得ている。ワウターズ、コルピン、ヴァン・ダメ、デ・ラエト、フェルシュューアレン（2013）は、友人平均の達成度とクラス平均の達成度がグローバルな学業、数学、言語の自己概念に与える影響を比較した。この研究では、クラス平均の達成度の負の影響が常に友人平均の達成度の負の影響よりも大きかった。場合によっては、友人平均の達成度の効果すら統計的に有意ではなかった。これらの所見はローカル・ドミナンス効果モデルを支持しない。

## 調整因子

### パーソナリティ要因
小さな池の大きな魚効果は、いくつかのパーソナリティ要因によって調整される。ナルシシズムが高い学生や神経症傾向が低い学生は、数学の自己概念において弱い小さな池の大きな魚効果を経験した。これは、これらの個人にとって同化プロセスがより強い可能性を示唆している。ジョンクマン（2013）も、学業に積極的に取り組む学生は、マスタリー志向であるかパフォーマンス志向であるかに関わらず、強い小さな池の大きな魚効果を経験することを見出した。

### 動機
動機は小さな池の大きな魚効果を調整する。より高度に動機づけられた学生は、通常、より強い小さな池の大きな魚効果を経験する。学生の動機が外発的であるか内発的であるかは重要ではない。小さな池の大きな魚効果は、より知能が高い、より高い不安を持つ、協力的な志向を持つ、または記憶を学習戦略として使用する学生に対して、通常より顕著である。しかし、これらの変数の調整効果は比較的小さい。

### 目標設定
目標設定は小さな池の大きな魚効果を調整する。具体的な目標の性質に関わらず、より高い達成目標を設定する個人は、通常、より強い小さな池の大きな魚効果を経験する。

### 教室の実践
小さな池の大きな魚効果の可能な調整因子として、個別化された評価課題の使用、基準および自己参照フィードバック、ピアの識別の強化など、いくつかの教室の実践が検討された。これらの調整因子の各効果の大きさは、多くの研究で小さいか有意でないとされた。チャンとラム（2007）は、学生を互いに直接競争させるか、共通の課題を達成するためにグループで協力させるように操作した。クラスメートとの直接競争は小さな池の大きな魚効果を増強し、他のクラスメートとグループで目標を達成することは小さな池の大きな魚効果を緩和した。
別の実験では、小さな池の大きな魚現象の調整因子として学生の年齢があることが分かった。小さな池の大きな魚効果は高校生ではより強く、中学生や大学生では弱く、最も弱い小さな池の大きな魚効果は小学生に見られた。これは、高校では学業の追跡が学生を能力に基づいてクラスに分けることをもたらし、高校生が自己認識を最も高めている時期であるためと主張されている。

### 自己解釈
自己構成は、社会的比較における調整効果を持つことが示されている。研究者たちは、高度に独立した自己解釈を持つ個人は対比効果が強調され、高度に相互依存的な自己解釈を持つ個人は同化効果が強化されると仮定した。この仮説はシュワルツとブレスの1992年の包含/排除モデルに基づいている。実験の結果はケメルマイアーとオイスーマンの仮説を支持し、自己解釈が小さな池の大きな魚効果のような社会的比較効果を調整することを示した。

### 感情および社会的統合
感情および社会的統合は小さな池の大きな魚効果を調整することが示されている。小さな池の大きな魚効果は、学校には十分に統合されているが、ピアとは十分に統合されていない個人においてより強い。このような学生は高い感情的統合と低い社会的統合を持つ。この結果は、分離された学校および非分離学校に通う軽度の知的障害を持つ学生でも再現された。

### 概要
全体として、小さな池の大きな魚効果の調整因子は少なく、それらは主に小さな効果量しかない。彼らは小さな池の大きな魚効果の強さを変えることしか示されておらず、その方向を逆転させることはない。しかし、小さな池の大きな魚効果の調整因子は理論的な意味合いがあるため、研究が活発に続けられている。調整因子を特定することで、小さな池の大きな魚効果の根底にある心理的メカニズムを発見するのに役立つ可能性がある。実際的な観点から、小さな池の大きな魚効果の調整因子をより詳細に理解することは、小さな池の大きな魚効果の負の影響を軽減したり、正の効果を強化したりする教育政策の開発と実施につながる可能性がある。

## 一般化可能性
小さな池の大きな魚効果は、異なる国、文化的文脈、学校システムにわたって集中的に研究されており、各々において一般化可能であるように見える。実際、マージョリー・シートンは小さな池の大きな魚効果をパンヒューマン理論と呼ぶほど一般化可能である。小さな池の大きな魚効果はほとんどの年齢層にわたって一般化可能であるように思われる。ロイ、ガイ、ヴァロワ（2015）は、8歳から12歳の学生グループにおいて小さな池の大きな魚効果を示した。マーシュとハウ（2003）は26カ国で効果を確認し、効果の跨文化一般化を実証した。国々はオーストラリア、オーストリア、ベルギー、ブラジル、チェコ共和国、デンマーク、フィンランド、ドイツ、ハンガリー、アイスランド、アイルランド、イタリア、韓国、ラトビア、リヒテンシュタイン、ルクセンブルク、メキシコ、オランダ、ニュージーランド、ノルウェー、ポルトガル、ロシア、スウェーデン、スイス、英国、および米国である。
シートン、マーシュ、クレイヴン（2009）は、このリストを41カ国に拡大し、集団主義文化と個人主義文化を含めた。
学業自己概念（ASC）がキャリア志望に与える影響も多くの国で一般化しているようである。ナゲンガストとマーシュ（2011）は、57カ国において科学のキャリア志望が科学の自己概念に有意に影響されることを示した。この研究では、効果がより経済的および社会的に発展した国でより大きい可能性があるという証拠もあった。
研究者たちは最初、小さな池の大きな魚効果が社会経済的地位（SES）によって調整されると仮定していた。しかし、SESは小さな池の大きな魚効果を調整しないようであり、SESが高い背景を持つ学生は2010年にシートン、マーシュ、クレイヴンによって実施された研究でわずかに高い数学の自己概念を持っているにもかかわらず。この関連は、研究で使用された大きなサンプルサイズを考慮すると比較的弱かった。全体として、この研究は小さな池の大きな魚効果が異なるSESレベルにわたって広く一般化されており、SESによって調整されないことの証拠を提供した。言い換えれば、小さな池の大きな魚効果はすべての経済的背景を持つ学生に影響を与える。

## 制限
小さな池の大きな魚効果に焦点を当てた縦断研究はほとんど存在しない。ベッカーとノイマン（2016）は、小さな池の大きな魚効果に対する文脈的効果を調査した。4年生の学生グループが中学校の1年目（5年生）への移行期間中に研究された。研究者たちは、小学校と中学校の両方で小さな池の大きな魚効果が存在することを発見した。しかし、中学校への移行から1年後、小学校の小さな池の大きな魚効果は薄れ、もはや識別できなかった。
マーシュとオマラ（2008）は、安定した教育環境内では小さな池の大きな魚効果が持続または時間とともに増加することを示した。これは、現在の学業文脈が学業自己概念（ASC）に最も影響を与えるという考えを支持しているが、過去の学業環境が学生のASCに対して1年まで持続する影響を与える可能性があることも示している。過去の環境の潜在的な残存効果にもかかわらず、この研究は、単に文脈を変えることで自己認識の変化を引き起こすことができることを示したため励みとなった。
しかしながら、ベッカーとノイマン（2016）は、高校の最終年におけるASCが高等教育への学業調整と成功に有意な影響を与えることを示した。この発見は、ASCが教育成果に与える潜在的に深刻な影響を強調しており、高等教育の厳しさに適応するのが難しい学生は、より適応が容易な学生よりも学校を中退する可能性が高いことを示している。

## 変種
比較情報の利用可能性の程度は、異なる学校システム構造における小さな池の大きな魚効果の可視性に影響を与えた。小さな池の大きな魚効果は、学生が異なる能力レベルで異なる学校トラックに分けられている学校システムで最も顕著であった。ドイツの学校システムがその例である。能力に基づいて一つの学校内で学生がグループ化されている学校システムでも小さな池の大きな魚効果は存在したが、正の同化効果が負の対比効果を相殺した。
スポーツ心理学では、身体の自己概念は価値のある成果変数であると同時に、身体技能、健康関連の身体的フィットネス、身体活動、非エリート設定における運動の継続、およびエリートスポーツにおけるパフォーマンス向上といった他の価値のある成果の達成を促進する媒介変数と考えられている。マーシュ、モリン、パーカー（2015）は、身体的自己概念に関して小さな池の大きな魚効果が存在することを示した。この研究では、身体的フィットネスにおけるクラス平均の身体能力が身体的自己概念と負の関連を持つことが示された。

## 学年の相対効果
学年の相対効果（RYiSE）は、小さな池の大きな魚効果と類似したフレーム・オブ・リファレンス効果である。RYiSEも小さな池の大きな魚効果も、学業自己概念が学校内の他の学生のそれに関連して形成されることを示唆している。小さな池の大きな魚効果が特にクラス平均の達成度が学業自己概念（ASC）と負の関係を持つことを示すのに対し、RYiSEは同年代のクラスメートよりも1年早く進級する、または1年遅れて進級することの効果を示している。社会的比較の理論モデルは小さな池の大きな魚効果の基礎となっているが、RYiSEにも同様に基づいている。これに沿ってモデルを考えると、加速（早期開始や学年のスキップ）の影響はASCに負の影響を与え、留年（遅延開始や学年の繰り返し）の影響はASCに正の影響を与えるべきである。マーシュ（2016）は、RYiSEが小さな池の大きな魚効果と類似しており、同じ基礎となる社会的比較理論とフレーム・オブ・リファレンス効果に基づいていることを実証的に支持する初めての研究を行った。この研究は、RYiSEが41カ国にわたっておよびRYiSEの可能な調整因子と考えられる多数の個別学生特性にわたって同様に一般化可能であることを報告した。

## 動機理論
学業自己概念（ASC）は動機理論においても要因の一つである。二人の主要な動機理論家は、ASCを動機の原理の一つとして含めている。コンピテンシー信念は、人々が課題に割り当てる価値に影響を与えることが示されている。もし人が特定の課題に熟練していれば、そうでなければ楽しむ可能性が低くなる。